# Samgoribevattningssystemets nedre huvudkanal
Samgoribevattningssystemets nedre huvudkanal (georgiska: სამგორის სარწყავი სისტემის ქვემო მაგისტრალური არხი, Samgoris sartsqavi sistemis kvemo magistraluri archi) är en kanal nära Georgiens huvudstad Tbilisi. Den leder vatten från Tbilisisjön för bevattning.